# Eleição presidencial na Coreia do Sul em 1948
As eleições presidenciais na Coreia do Sul em 1948 foram realizadas em 20 de julho. Syngman Rhee foi o presidente eleito, após a Eleição para a Assembleia Constituciona em maio. O presidente seria eleito pelos membros da Assembleia Nacional, conforme instruído pela Constituição de 1948. Dos 198 membros da Assembleia Nacional, 196 estavam presentes para a votação. Um candidato exigia dois terços dos votos expressos para vencer. Syngman Rhee foi eleito com 180 votos e assumiu o governo para supervisionar a transferência de poder do Governo militar do Exército dos Estados Unidos na Coreia.
Um importante papel foi desempenhado no período que antecedeu a eleição pela disputa entre Syngman Rhee e Kim Gu sobre a questão de estabelecer um governo separado na parte sul da Coreia, em vez de incluir o norte controlado pelos comunistas. Kim rejeitou a ideia de eleições separadas e boicotou as Eleições para a Assembleia Constitucional em maio, em vez de fazer campanha por uma Coreia unida. Ele também se separou da Aliança Nacional para a Rápida Realização da Independência Coreana para formar o Partido da Independência da Coreia. Apesar da recusa de Kim em participar de um governo somente do Sul e, portanto, nesta eleição, 13 membros votaram em Kim.
No caso, a divisão de Kim permitiu a Rhee consolidar o poder sobre a NARRKI e, em 1951, formar o Partido Liberal, permitindo seu domínio sobre a Coreia do Sul até o Revolução de Abril em 1960.

## Resultados

### Presidente
Para ser eleito, o candidato precisava receber pelo menos dois terços dos votos expressos, incluindo cédulas em branco e inválidas. Enquanto havia 198 membros na Assembleia Nacional, 196 membros participaram da votação. Portanto, o número de votos necessários para vencer a presidência foi de 131.
Apesar de Kim Gu não enviou suas aprovações para o novo governo sul-coreano e insistiu para que os legisladores não votassem nele, 13 dos 196 parlamentares que votaram em Kim Gu. A eleição, no entanto, terminou como uma vitória esmagadora do único candidato que buscou ativamente a presidência, Rhee Syngman, que recebeu 180 dos 196 votos expressos. Um voto foi invalidado, pois foi lançado para o ativista da independência Seo Jae-pil, que na época era cidadão dos EUA.
| Candidato                | Partido                  | Votos |
| ------------------------ | ------------------------ | ----- |
| Syngman Rhee             | NARRKI                   | 180   |
| Kim Gu                   | KIP                      | 13    |
| An Jae-hong              | IP                       | 2     |
| Inválidos/votos brancos  | Inválidos/votos brancos  | 1     |
| Total de votos expressos | Total de votos expressos | 196   |